# Dodge Nitro
Вперше назва Nitro введена в 2006 р. компанією Dodge для позначення позашляховиків, які випускались під її маркою.

## Опис

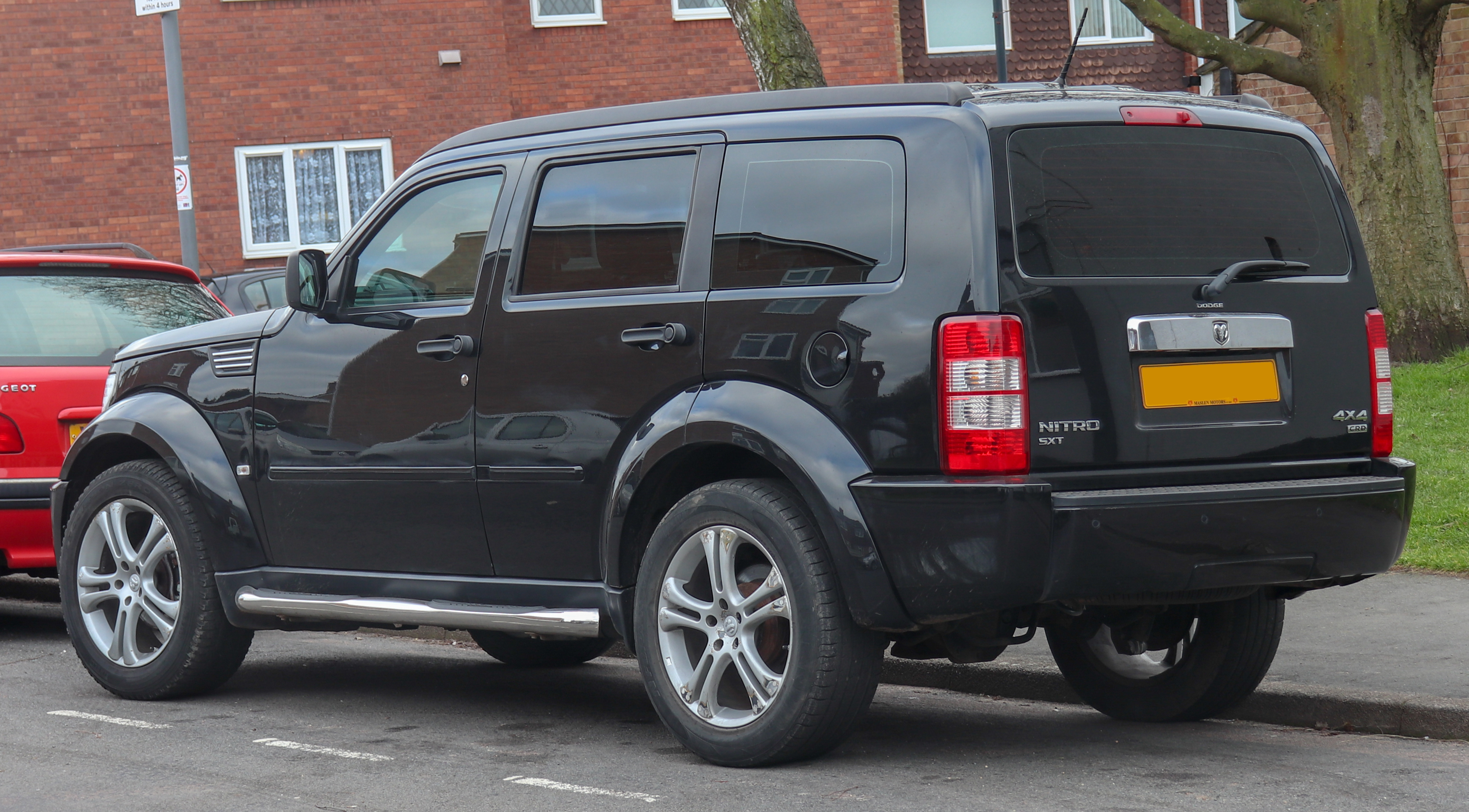
Dodge Nitro (2006-2010)

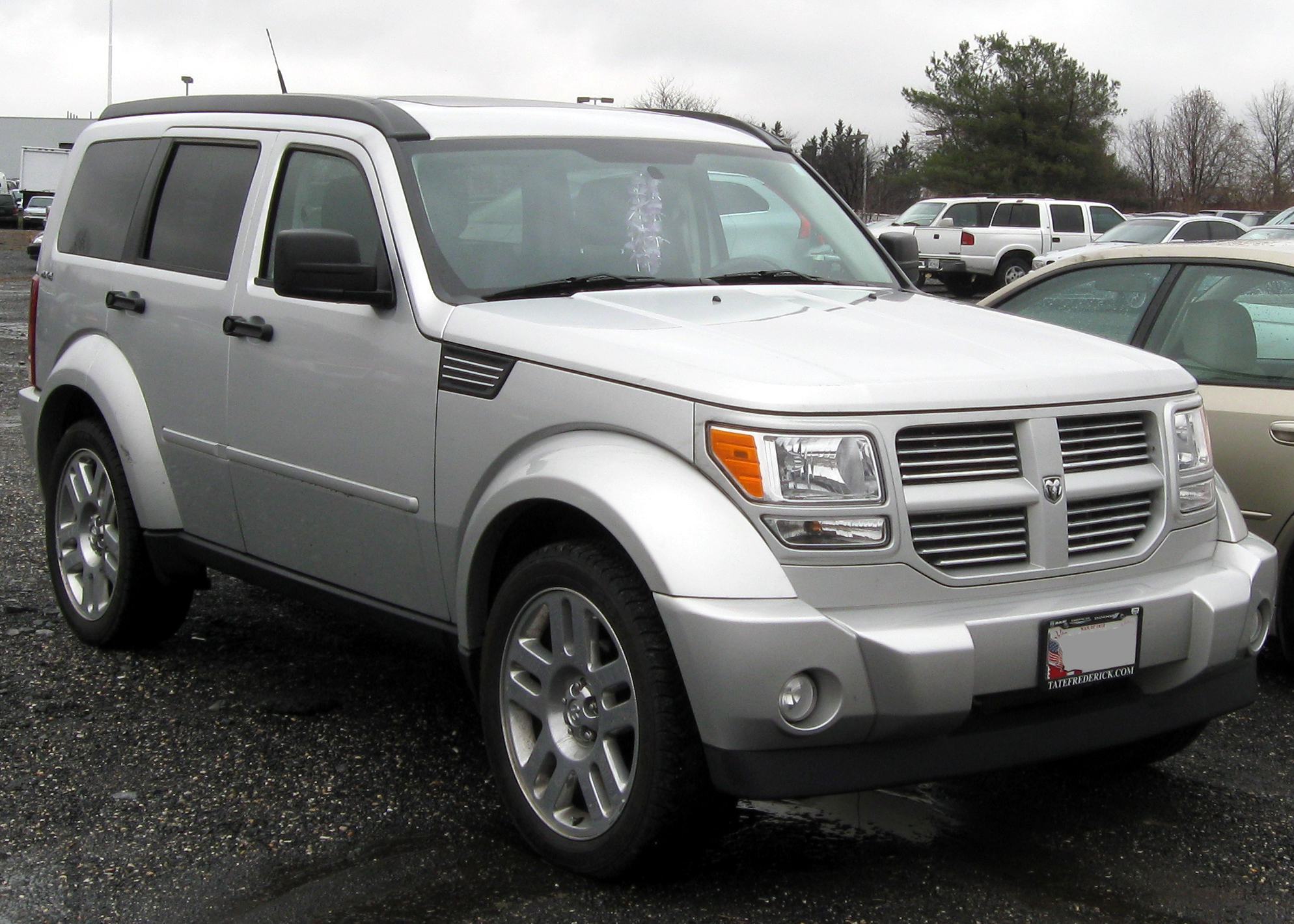
Dodge Nitro (2010-2011)

Концепт автомобіля під назвою M80 був представлений в 2002 році. Три роки потому Nitro представили на автосалонах в Чикаго і Женеві для продажу в США і Європі з 2006 року. Дизайн-модель заснована на тій же платформі, що й Jeep Cherokee. Авто має привід на задні колеса або всі колеса.
Зовнішнім виглядом Dodge Nitro нагадує Honda CR-V або Chevrolet Equinox. А основними конкурентами автомобіля вважаються Jeep Liberty і Dodge Journey, але виробники Dodge не особливо турбуються щодо конкурентів, оскільки Nitro вже встиг зайняти тверду позицію на ринку завдяки оптимальному поєднанню розміру і стилю. Автомобіль сконструйований на платформі Jeep Liberty, яка значною мірою позитивно впливає на якість їзди й управління Нітро. Під час їзди автомобіль відчувається досить потужним і масивним. Цей Додж оснащений 260-сильним мотором, який працює в парі з 5-ступінчастою автоматичною коробкою передач. Машина комплектується спортивною підвіскою, що дозволяє покращити якість їзди. Стандартна комплектація Dodge Nitro 2011 року представлена аудіосистемою AM/FM/CD, супутниковим радіо Sirius, електропривідними вікнами, замками й дзеркалами, безключовим доступом, 20-дюймовими шинами, Bluetooth і 8 динаміками з сабвуфером. 

## Двигуни
- 3.7 V6 потужністю 205 к.с. (314 Нм)
- 4.0 V6 потужністю 260 к.с. (360 Нм)
- 2.8 CRD потужністю 177 к.с. (410 Нм)

## Продажі в США
| Рік            | Всього авто |
| -------------- | ----------- |
| 2006           | 16,990      |
| 2007           | 74,825      |
| 2008           | 36,368      |
| 2009           | 17,443      |
| 2010           | 22,618      |
| 2011           | 24,434      |
| 2012[джерело?] | 3,269       |
| всього         | 195,247     |